# احمد بشری وهبه
احمد بشری وهبه (انگلیسی: Ahmed Bushara Wahba؛ زادهٔ ۱۹۴۳) بازیکن فوتبال اهل سودان بود.
وی به‌همراه تیم ملی فوتبال سودان در بازی‌های المپیک تابستانی ۱۹۷۲ شرکت کرده‌است.